# Minato-ku (Osaka)
Minato (港区, Minato-ku) est l'un des vingt-quatre arrondissements d'Osaka, au Japon.
Sa superficie est de 7,9 km2. Minato-ku signifie littéralement « arrondissement du port ».
L'arrondissement est accessible par la ligne circulaire d'Osaka et la ligne de métro Chūō.

## Endroits et bâtiments notables
- Aquarium Kaiyukan
- Port d'Osaka
- Tempozan
- Parc Yahataya qui regroupe le gymnase municipal d'Osaka et Osaka Pool
- X-Tower Osaka Bay
- ORC 200

## Galerie

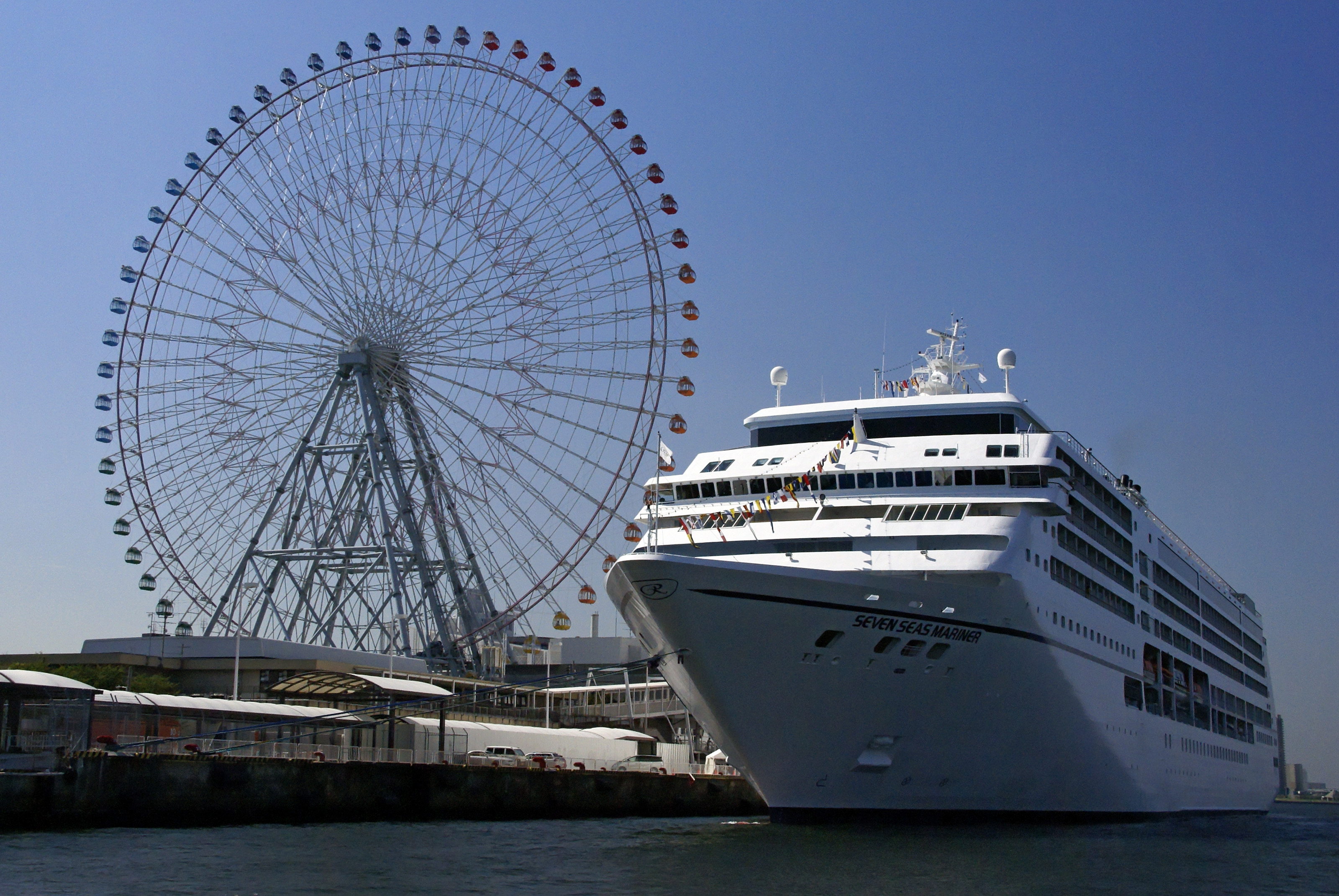
Grande roue du Kaiyukan.
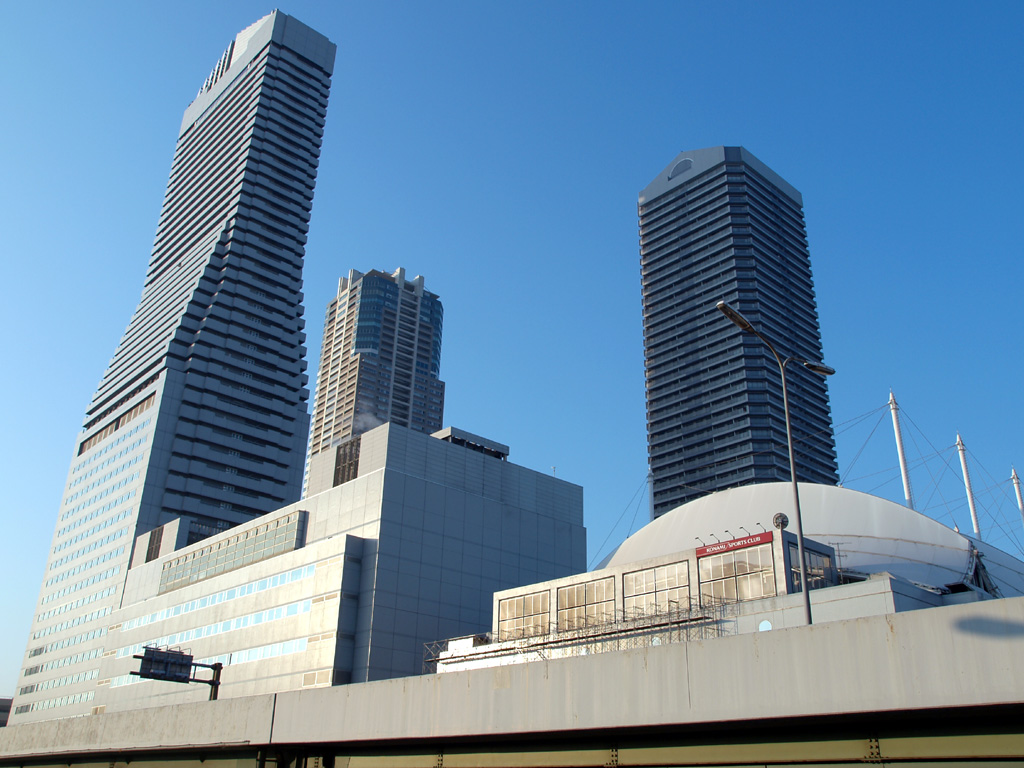
ORC 200.